# TD Garden
TD Garden is een indoor-sportstadion gelegen in de Amerikaanse stad Boston, Massachusetts. Het stadion is vernoemd naar de hoofdsponsor TD Bank, N.A. en wordt ook The Garden, The Fleet of Boston Garden genoemd.
TD Garden is de thuishaven van de Boston Bruins (NHL), Boston Celtics (NBA) en de Boston Blazers (National Lacrosse League).
In 2016 vonden de wereldkampioenschappen kunstschaatsen 2016 in het sportstadion plaats.